# Ваља Борулуј (Прахова)
Ваља Борулуј (рум. Valea Borului) насеље је у Румунији у округу Прахова у општини Черашу. Oпштина се налази на надморској висини од 533 m.

## Становништво
Према подацима из 2002. године у насељу је живело 628 становника, од којих су сви румунске националности.